# Пелл-Сіті
Пелл-Сіті (англ. Pell City) — місто (англ. city) в США, в окрузі Сент-Клер штату Алабама. Окружний центр (спільно з Ешвіллом) та найбільший населений пункт цього округу. Населення — 12 939 осіб (2020).

## Географія
Пелл-Сіті розташований на березі озера Лоґен Мартін за координатами 33°33′39″ пн. ш. 86°16′8″ зх. д. / 33.56083° пн. ш. 86.26889° зх. д. (33.560781, -86.268757).  За даними Бюро перепису населення США в 2010 році місто мало площу 71,24 км², з яких 64,10 км² — суходіл та 7,14 км² — водойми.

## Демографія
Згідно з переписом 2010 року, у місті мешкало 12 695 осіб у 5149 домогосподарствах у складі 3545 родин. Густота населення становила 178 осіб/км².  Було 5784 помешкання (81/км²).
Расовий склад населення:
| - 80,8 % — білих - 15,6 % — чорних або афроамериканців - 0,8 % — азіатів - 0,3 % — корінних американців - 0,1 % — вихідців з тихоокеанських островів - 1,1 % — осіб інших рас |

До двох чи більше рас належало 1,4 %. Частка іспаномовних становила 2,3 % від усіх жителів.
За віковим діапазоном населення розподілялося таким чином: 23,7 % — особи молодші 18 років, 60,6 % — особи у віці 18—64 років, 15,7 % — особи у віці 65 років та старші. Медіана віку мешканця становила 39,0 року. На 100 осіб жіночої статі у місті припадало 89,1 чоловіків;  на 100 жінок у віці від 18 років та старших — 86,1 чоловіків також старших 18 років.
Середній дохід на одне домашнє господарство  становив 63 156 доларів США (медіана — 41 944), а середній дохід на одну сім'ю — 76 845 доларів (медіана — 52 307). Медіана доходів становила 50 844 долари для чоловіків та 36 148 доларів для жінок. За межею бідності перебувало 20,8 % осіб, у тому числі 30,7 % дітей у віці до 18 років та 10,3 % осіб у віці 65 років та старших.
Цивільне працевлаштоване населення становило 5290 осіб. Основні галузі зайнятості: виробництво — 21,1 %, освіта, охорона здоров'я та соціальна допомога — 20,6 %, мистецтво, розваги та відпочинок — 12,3 %, публічна адміністрація — 8,0 %.